# Amanda Palmer

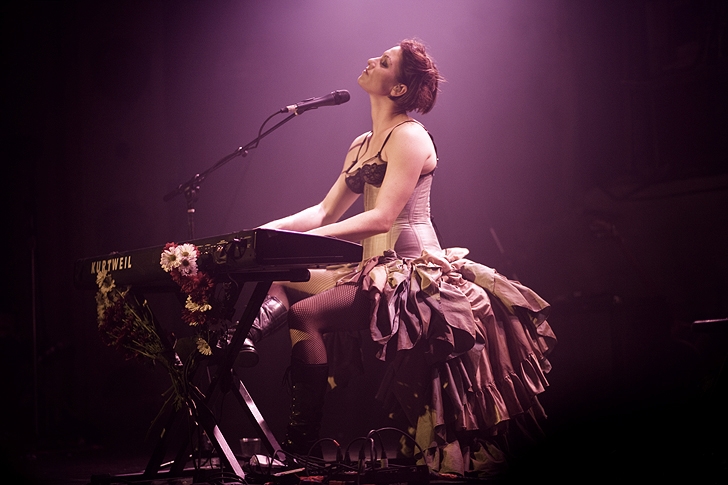
Amanda Palmer (2008)

Amanda Palmer (* 30. April 1976 in New York) ist eine US-amerikanische Musikerin, Sängerin und Songwriterin. Sie wurde vor allem als Mitglied des Duos The Dresden Dolls international bekannt. Seit 2008 ist sie vorwiegend als Solokünstlerin tätig, dies zuweilen auch als Amanda „Fucking“ Palmer.

## Leben und Karriere
Palmer wuchs in Lexington auf. Obwohl sie das Notenlesen nie richtig gelernt hatte, spielte sie bereits als Kind Klavier und komponierte erste Melodien. Im Alter von zehn Jahren kreierte sie ihr erstes Musical. Laut eigenen Angaben hatte Palmer in ihrer Jugend nur wenige Freunde und verbrachte ihre Freizeit vorwiegend damit, Lieder und Texte zu schreiben. Palmer studierte an der privaten Wesleyan University in Middletown, Connecticut. Ende der 1990er Jahre lebte Palmer als Studentin der Germanistik einige Auslandssemester lang in Heidelberg, Regensburg und Köln.

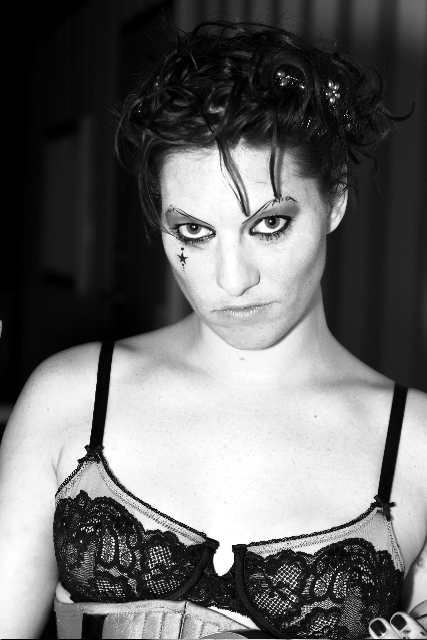
Amanda Palmer (2008)

Auf einer Party im Oktober 2000 traf sie auf den Schlagzeuger Brian Viglione, mit dem sie sich auf Anhieb gut verstand. Viglione mochte Palmers Lieder, und einige Tage später trafen sie sich, um zusammen zu spielen. Dies war der Anfang des Band-Duos The Dresden Dolls, mit dem sie zwischen 2003 und 2008 vier Alben herausbrachte und – neben Auftritten im Vorprogramm anderer Bands – dreimal auf eigene Tour ging. 2006 wurde sie von Boston.com zur „stylishsten“ Frau Bostons gekürt.
2006 erschien außerdem das Buch The Dresden Dolls Companion, in dem Palmer die Entstehung und Geschichte der Band und des gleichnamigen Albums sowie teilweise ihre Biografie schildert. Darüber hinaus enthält das Buch Liedtexte und Noten des Albums und ein DVD-Interview mit Palmer. Im gleichen Jahr schrieb sie auch das Theaterstück The Onion Cellar, das an ein Kapitel aus Günter Grass’ Die Blechtrommel angelehnt war und, untermalt von Musik ihrer Band, von Dezember 2006 bis Januar 2007 im Zero Arrow Theatre von Boston zu sehen war. 2008 folgte das Buch Virginia Companion zu den zwei weiteren Alben des Duos.
Ab Januar 2007 arbeitete Palmer an ihrem ersten Soloalbum, erschienen im September 2008 unter dem Titel Who Killed Amanda Palmer. Ihr Kollege Ben Folds war dabei als Produzent und Musiker tätig. Der Titel ist eine Anspielung auf die Fernsehserie Twin Peaks, in welcher der Mord an der fiktiven Figur Laura Palmer untersucht wird. In einem dazugehörigen Buch wurde die Sängerin auf einigen Fotos als Ermordete inszeniert; neben Liedtexten kamen Geschichten des Autors Neil Gaiman hinzu. Ferner veröffentlichte sie 2007 mit Jason Webley als fiktives „siamesisches Zwillingspaar“ unter dem Bandnamen Evelyn Evelyn die EP Elephant Elephant. Im März 2010 folgten mit Evelyn Evelyn ein Album und eine Welttournee.
Im Juli 2010 erschien die EP Amanda Palmer Performs the Popular Hits of Radiohead on Her Magical Ukulele, die ausschließlich aus Coverversionen von Liedern der britischen Band Radiohead besteht, die von Palmer auf der Ukulele eingespielt wurden. Mit dem Album feierte Palmer die Emanzipation von ihrer Plattenfirma, nachdem sie nach zwei Jahren zäher Verhandlungen den Vertrag mit der Firma aufgelöst hatte.
2011 veröffentlichte sie das Album Amanda Palmer Goes Down Under und im Rahmen der Kollaboration 8in8 die EP Nighty Night bei Bandcamp. Nach einer Diskussion auf Twitter wurde Nighty Night unter eine Creative-Commons-BY-NC-Lizenz gestellt, ebenso wie die wenige Monate später erschienene EP Ukulele Anthem. Anfang 2012 nahm Palmer zusammen mit The Grand Theft Orchestra ihr Album Theatre Is Evil auf und startete anschließend ein Crowdfunding-Projekt auf der Plattform Kickstarter-Projekt zur Finanzierung der Produktions- und Tourkosten durch Albumvorbestellungen der Fans. Letztendlich finanzierten 24.883 Unterstützer mit 1.192.793 US-Dollar Album und Tour, was es zum erfolgreichsten Musik-Crowdfunding-Projekt überhaupt machte.

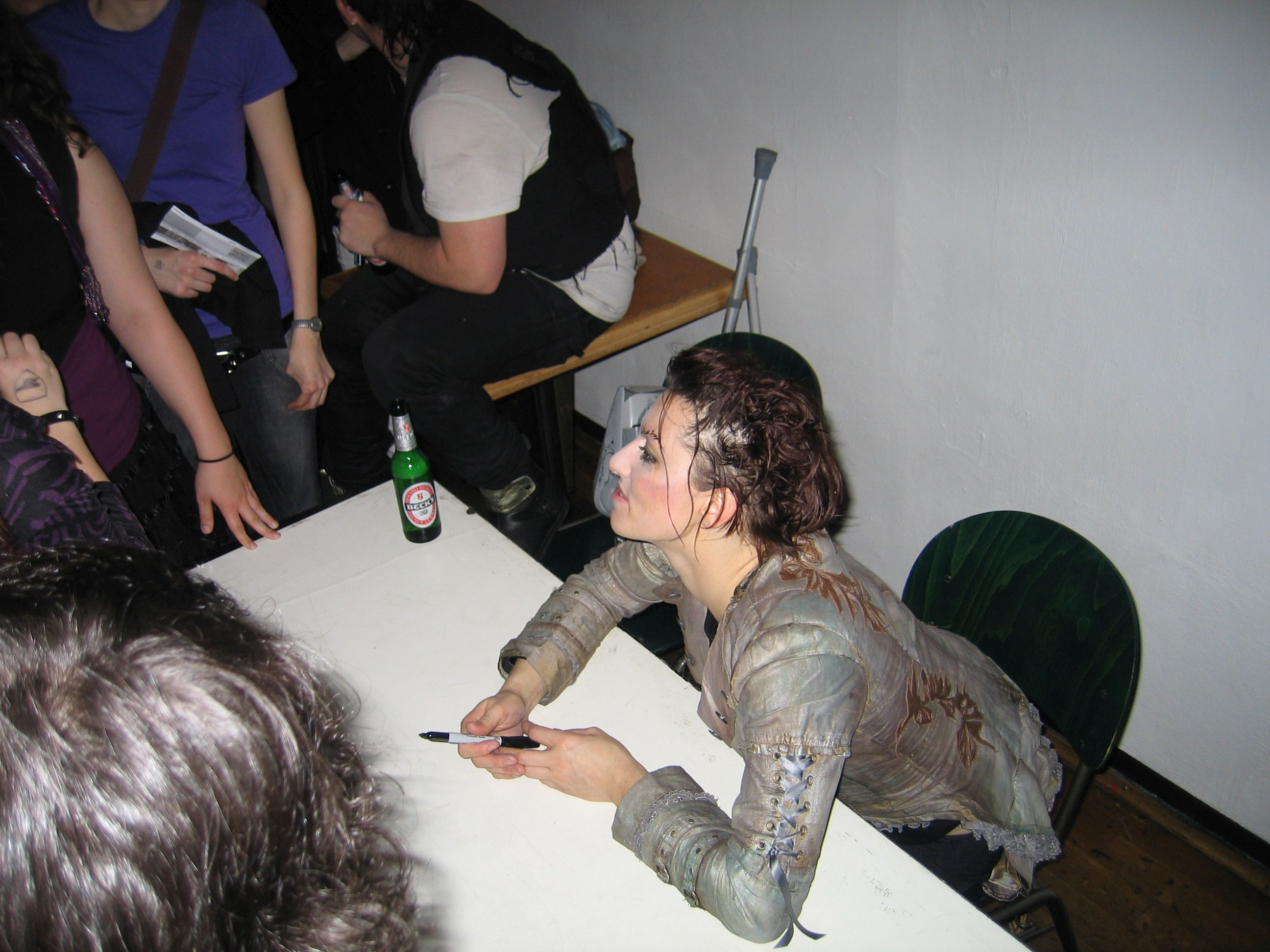
Amanda Palmer (2008)

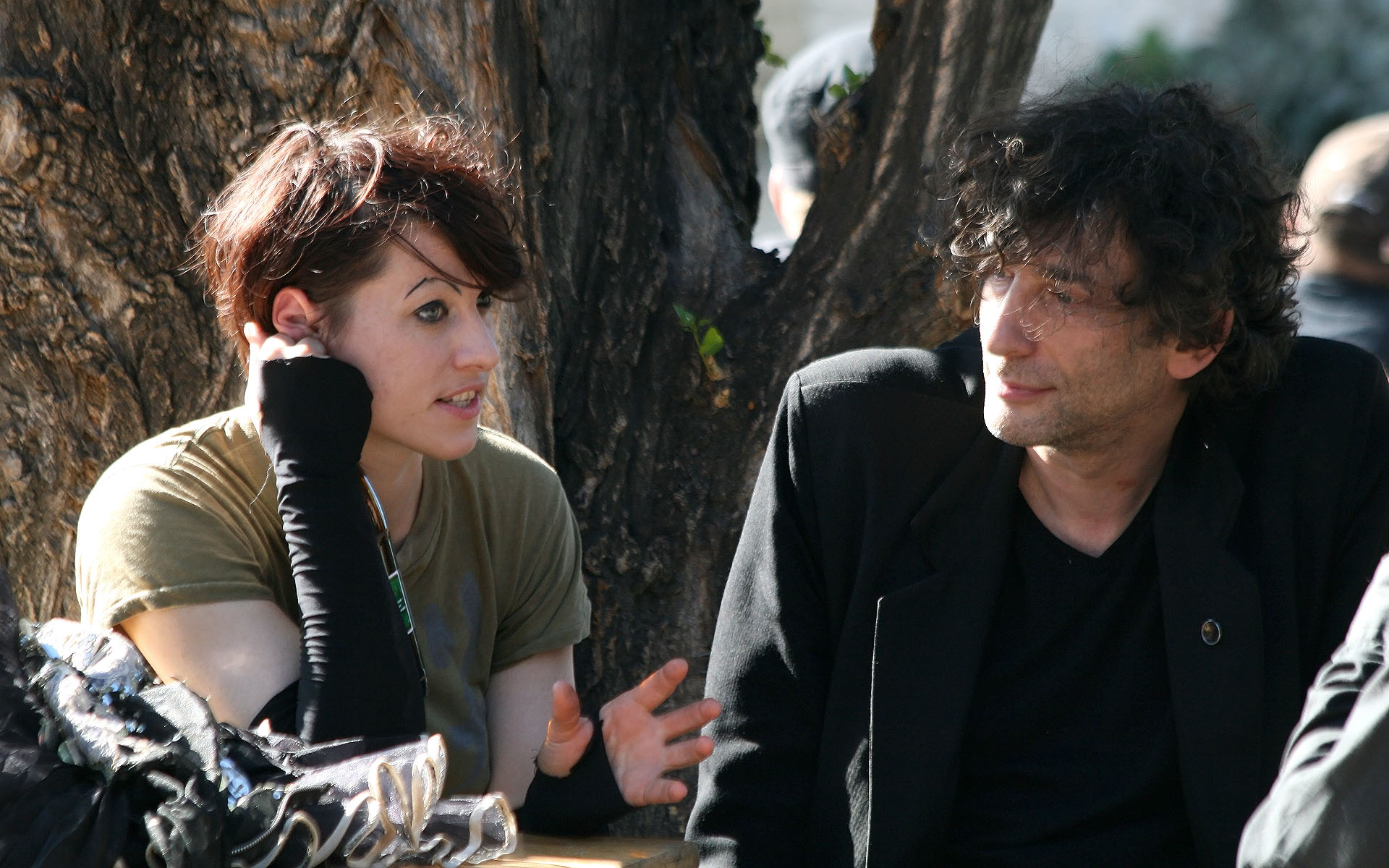
Amanda Palmer und Neil Gaiman (2011)

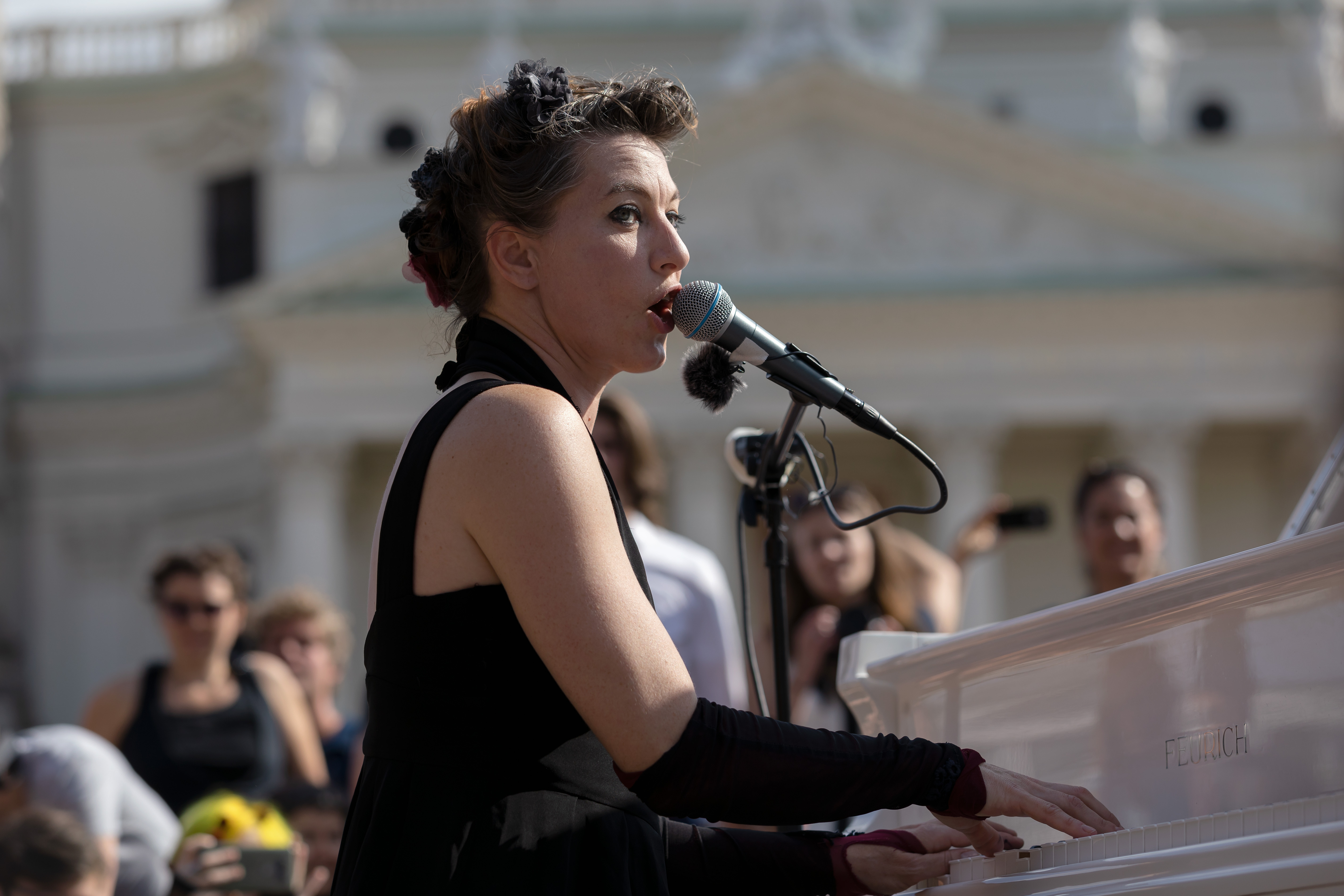
Am Open Piano for Refugees (Wien 2019)

Ein immer wiederkehrendes Thema in Palmers Songtexten ist die Sexualität; sie bezeichnet sich selbst als bisexuell. Sie und Brian Viglione waren nie ein Paar, was von Anfang an ihr ausdrücklicher Wunsch war, da eine derartige Beziehung sehr schnell zerbräche und die Musik wichtiger als alles andere sei. Im Januar 2011 heiratete sie den britischen Schriftsteller Neil Gaiman. Im September 2015 kam ein gemeinsames Kind zur Welt. Im November 2022 gab das Paar seine Trennung bekannt. Im Zuge Anfang 2025 erfolgter Anzeigen sexualisierter Gewalt gegenüber Gaiman werfen einzelne Klägerinnen auch Palmer eine Mithilfe bei der Zuführung der Frauen vor. Palmer gab an, sich dazu nicht äußern zu wollen, und verwies auf das andauernde Sorgerechts- und Scheidungsverfahren.
Im November 2014 erschien mit The Art of Asking Palmers Autobiographie in Buchform. Persönlicher Auslöser und Grundlage dazu waren Themen wie ihr Crowdfunding-Projekt von 2012 und ihre Lebenseinstellung, andere ohne Scham um Hilfe zu bitten, die sie in einem TED-Vortrag im Vorjahr behandelt hatte und sie in der Folge nicht mehr losgelassen hatten. Mit dem Buch gelang ihr der Einstieg in die Bestsellerliste der New York Times. Judith Holofernes bezeichnete das Buch als „ein Manifest für die Kunst als Liebesdienst an der Welt und gegen die seelentötenden Mechanismen des Kunstgeschäfts.“
Im März 2015 veröffentlichte sie die Single Bigger On The Inside, die sie per Crowdfunding finanziert hatte, was sie seitdem häufig nutzt. Bei den Independent Music Awards 2015 war sie Jury-Mitglied. In diesem Jahr begann sie außerdem, mit ihrem Vater Jack Palmer zusammenzuarbeiten, und nahm mit ihm nach einigen Singles 2016 ein Album auf, das You Got Me Singing genannt wurde. Dazu traten die beiden auch zusammen zu mehreren Konzerten auf.
Anlässlich des Todes von David Bowie veröffentlichte Amanda Palmer im Februar 2016 die EP Strung out in Heaven: A Bowie String Quartet Tribute. Unter den Coversongs befindet sich ebenfalls eine deutsche Version des Bowie-Songs „Heroes“. Im September desselben Jahres kam es zu einer erneuten Kollaboration mit ihrem Kollegen Jason Webley in Form der EP Sketches for the Musical JIB. Wenige Wochen später erschien Piano Is Evil, eine Klavierversion ihres Albums Theatre Is Evil.
2019 folgte das dritte Studioalbum There Will Be No Intermission. Inspiriert unter anderem durch Hannah Gadsbys Nanette und Bruce Springsteens Broadway-Show (Springsteen on Broadway) konzipierte Palmer die dazugehörige Welttournee als vierstündige Show – inklusive Pause (Intermission) –, die zum Teil Konzert, zum Teil Erzählung war. Der Hauptfokus dieser Erzählungen lagen auf Palmers persönlichen Erfahrungen zu Mutterschaft, Fehlgeburt und ihren drei Abtreibungen. Anstatt Konzerthallen und Clubs wurden klassische Theatersäle bespielt.

## Diskografie

### Alben
- 2008: Who Killed Amanda Palmer
- 2011: Amanda Palmer Goes Down Under
- 2012: Theatre Is Evil[11]
- 2016: You Got Me Singing (mit Jack Palmer)
- 2017: I Can Spin a Rainbow (mit Edward Ka-Spel)
- 2019: There Will Be No Intermission

### EPs
- 2010: Amanda Palmer Performs the Popular Hits of Radiohead on Her Magical Ukulele
- 2024: New Zealand Survival Songs

### Kollaboration
- 2003: Trudy (mit Ad Frank and the Fast Easy Women auf In Girl Trouble)
- 2005: Circus Freak Love Triangle (mit Hierosonic auf Pornos and Razorblades)
- 2006: The Lovers (mit Meredith Yayanos auf Brainwaves (Kompilation))
- 2006: Life, Eight Days of Hell und Witch’s Web (mit … And You Will Know Us by the Trail of Dead auf So Divided)
- 2006: Warsaw Is Khelm (mit Golem! auf Fresh Off Boat)
- 2007: Elephant Elephant, Have You Seen My Sister Evelyn? (mit Jason Webley als Evelyn Evelyn)
- 2007: Stuck with You (mit Voltaire auf Ooky Spooky)
- 2010: Evelyn Evelyn (mit Jason Webley als Evelyn Evelyn)
- 2011: Nighty Night (mit Ben Folds, Neil Gaiman und Damian Kulash)